# 1469 Linzia
Linzia (asteróide 1469) é um asteróide da cintura principal com um diâmetro de 58,99 quilómetros, a 2,9026424 UA. Possui uma excentricidade de 0,070342 e um período orbital de 2 015,13 dias (5,52 anos).
Linzia tem uma velocidade orbital média de 16,85611884 km/s e uma inclinação de 13,38659º.
Esse asteróide foi descoberto em 19 de Agosto de 1938 por Karl Reinmuth.